# 托馬斯·卡明斯基
托馬斯·卡明斯基（法語：Thomas Kaminski，1992年10月23日—）是一位比利時足球運動員。在場上的位置是守門員。現效力於英冠球隊查爾頓。他也代表比利時國家足球隊參賽。
卡明斯基的母親是比利時血統，父親是波蘭血統。

## 俱樂部生涯
2020年8月26日，卡明斯基與布力般流浪簽訂了為期兩年的合約，並可選擇再延長12個月。

## 国际职业生涯
尽管卡明斯基曾代表比利时的青少年队在U15，U16，U17，U19和U21级别比赛，但由于他的父亲是波兰血统，卡明斯基也有资格代表波兰比赛。
在2014年5月，即比利时开始2014年FIFA世界杯战役之前，卡明斯基在蒂博·库尔图瓦出战2014年欧洲冠军联赛决赛并休息后，由于科恩·卡斯特尔斯，西尔维奥·普罗托和西蒙·米尼奥莱受伤，卡明斯基首次被国家队的一线队召集，因为其他选项不可用。
卡明斯基在比利时5–1击败卢森堡的友谊赛中替补出场，比赛时间为5月26日， 但是由于该队做出了七次替补，超过了允许的最大六次替补，因此FIFA取消了这场比赛的记录。 随着库尔图瓦和米尼奥莱回归，卡明斯基在国家队的任期结束。
2020年10月9日，卡明斯基被比利时主教练罗伯托·马丁内斯征召参加对阵英格兰和冰岛的欧洲国家联赛比赛。这是卡明斯基六年多来第一次被国家队征召。一个月后的11月9日，由于安德莱赫特门将亨德里克·范·克龙布鲁格受伤，他再次被征召入选，然而两天后，他因新冠病毒检测呈阳性而不得不退出国家队。
2021年3月19日，卡明斯基再次被马丁内斯征召参加该国家队对阵威尔士、捷克共和国和白俄罗斯的2022年國際足協世界盃外圍賽。 6月，卡明斯基被征召参加对阵希腊和克罗地亚的友谊赛，为备战2020年欧洲足球锦标赛，尽管一开始卡明斯基没有入选比赛的阵容，但在6月28日他被召入替补名单，取代受伤的Mignolet。这是卡明斯基首次被比利时国家队征召参加大型锦标赛。然而，他与球队的合作时间并不长，因为比利时在八分之一决赛中以2-1负于意大利。
卡明斯基第六次在不到一年的时间里被征召入马丁内斯执教的比利时队，参加该国家队在8月对阵爱沙尼亚和捷克共和国的世界杯预选赛。然后在11月15日再次被征召参加比利时对阵威尔士的世界杯预选赛。尽管此时卡明斯基已经被比利时征召了七次，但他尚未在国家队的一线队中首秀。
2024年3月24日，卡明斯基在對陣愛爾蘭的友誼賽中的第83分鐘替补馬茨·素斯上阵，取得其在國家隊的一線隊中首秀。

## 榮譽

### 球會
安德萊赫特
- 比利時甲組聯賽A 冠軍：2012－13賽季、2013－14賽季
- 比利時超級盃 冠軍：2012年、2013年、2014年

哥本哈根
- 丹麥足球超級聯賽 亞軍：2015－16賽季
- 丹麥盃 亞軍：2015－16賽季

## 外部連結
- 足球数据库：托馬斯·卡明斯基的球员统计数据
- Soccerway資料庫：托馬斯·卡明斯基